# Efekt Mpemby
Efekt Mpemby – zjawisko polegające na szybszym zamarzaniu wody cieplejszej od zimniejszej w określonych warunkach. Fenomen ten, niezgodny z intuicyjnymi przewidywaniami, opisywali w swoich pracach m.in. Arystoteles, Kartezjusz i Francis Bacon. W czasach nowożytnych został po raz pierwszy zaobserwowany w Tanzanii przez ucznia szkoły średniej Erasta B. Mpembę w 1963 roku. Zauważył on, że podgrzana mieszanina do robienia lodów zamarza szybciej niż schłodzona.
Proponowano różne wyjaśnienia tego zjawiska, zakładano, że może mieć na nie wpływ wiele czynników:
- różne definicje „zamarznięcia” (czy wtedy, kiedy na powierzchni wody tworzy się warstwa lodu, czy kiedy woda zamarza w całej objętości);
- parowanie, które jest procesem endoenergetycznym i jako takie przyspiesza ochłodzenie wody pozostającej w zbiorniku, a ponadto zmniejsza jej objętość, a zatem również pojemność cieplną;
- konwekcja, która przyspiesza przepływ ciepła;
- osadzanie się szronu na powierzchni naczynia z wodą;
- wcześniejsze wrzenie (a nawet samo podgrzanie) wody zmniejsza zawartość rozpuszczonych w niej gazów;
- przechłodzenie;
- sole mineralne rozpuszczone w wodzie, m.in. węglany wapnia i magnezu (twarda woda), obniżają jej temperaturę zamarzania, a w procesie podgrzewania ich część zostaje wytrącona[2].

W 2013 r. przyczynę zjawiska przypisano istnieniu pamięci wiązań wodorowych i nadstałości powierzchni wody. Istnienie efektu Mpemby zostało jednak zakwestionowane w 2016 r.